# Michał Oleszczyk

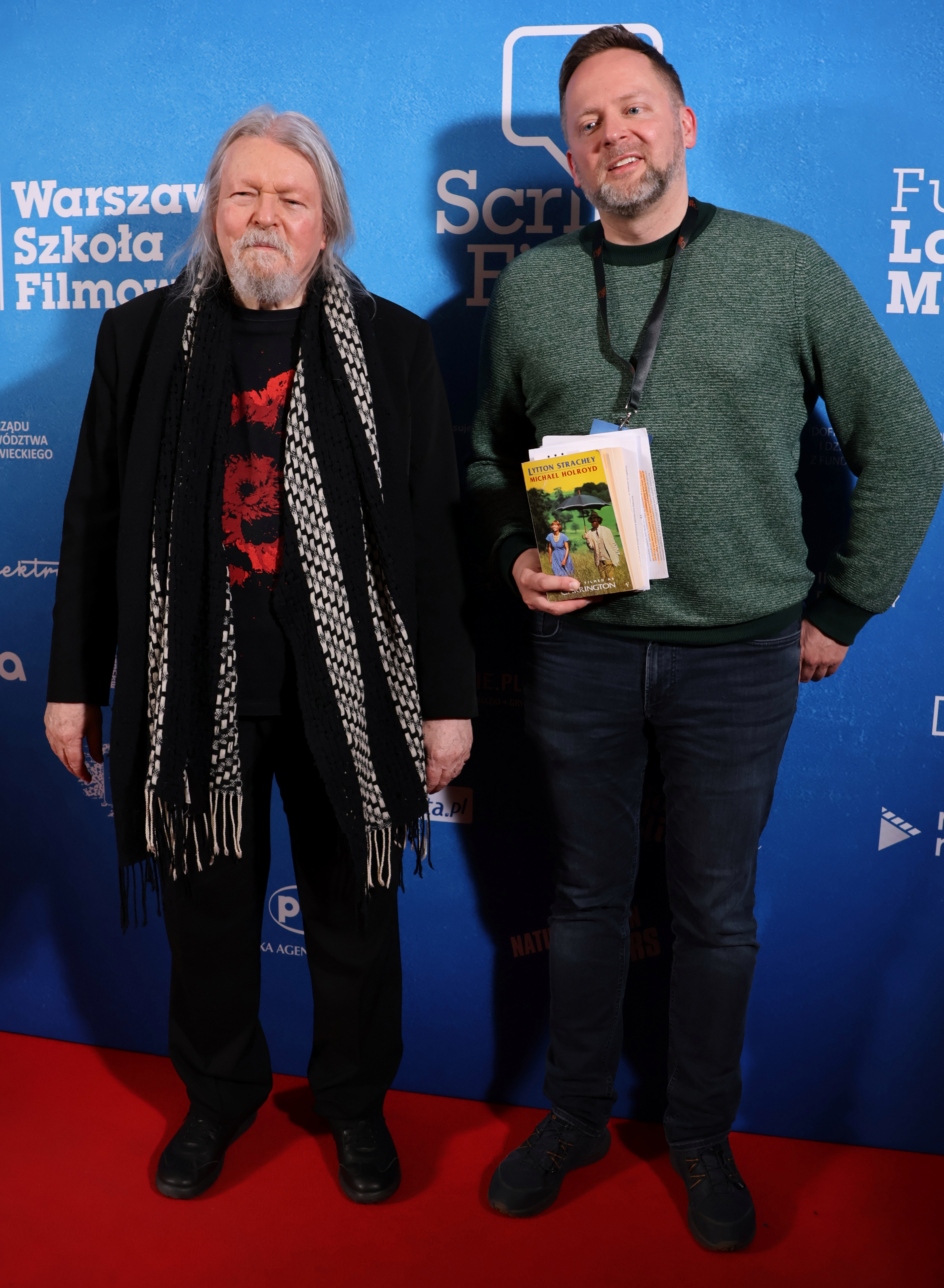
Z Christopherem Hamptonem, po projekcji filmu Carrington; Warszawa, 28 marca 2025

Michał Piotr Oleszczyk (ur. 31 maja 1982 w Tarnowskich Górach) – polski krytyk filmowy, filmoznawca, tłumacz, scenarzysta i konsultant scenariuszowy.

## Życiorys
Absolwent Instytutu Sztuk Audiowizualnych Uniwersytetu Jagiellońskiego i wykładowca tej uczelni, wykładał również w Krakowskiej Szkole Scenariuszowej. W 2012 na Wydziale Zarządzania i Komunikacji Społecznej Uniwersytetu Jagiellońskiego otrzymał stopień doktorski na podstawie rozprawy pt. Pisarstwo krytycznofilmowe Pauline Kael wobec teorii autora filmowego, promotorką pracy była profesor Grażyna Stach. Obecnie pracuje na stanowisku adiunkta na Wydziale „Artes Liberales” Uniwersytetu Warszawskiego. Wykłada także w Państwowej Wyższej Szkole Filmowej, Telewizyjnej i Teatralnej im. Leona Schillera w Łodzi oraz w Warszawskiej Szkole Filmowej. Członek Międzynarodowej Federacji Krytyków Filmowych FIPRESCI.
Ekspert Polskiego Instytutu Sztuki Filmowej, w którym jest członkiem i liderem komisji eksperckich w Programie Operacyjnym Produkcja Filmowa.
Laureat Nagrody im. Krzysztofa Mętraka (2005) i stypendysta miesięcznika „Polityka”. Jego blog filmowy „Ostatni fotel po prawej stronie” otrzymał tytuł „Bloga Roku” w kategorii „Kultura” w konkursie Onet.pl (2010). Zdobywca nagrody Polskiego Instytutu Sztuki Filmowej w kategorii krytyka filmowa (2012). W latach 2011–2013 był programerem i rzecznikiem prasowym festiwalu Off Plus Camera, którym zarządzał jako dyrektor artystyczny przy pierwszej edycji w 2008 roku. Działacz organizacji Polish Filmmakers NYC, promującej polskie kino w Nowym Jorku.
12 grudnia 2013 roku wybrany jednogłośnie, głosami Komitetu Organizacyjnego Festiwalu Filmowego w Gdyni, na stanowisko dyrektora artystycznego Festiwalu Filmowego w Gdyni. Pełnił tę funkcję do 6 lutego 2017.
Autor monografii Gorycz wygnania. Kino Terence’a Daviesa (2008) oraz – wespół z Kubą Mikurdą – wywiadów-rzek z Guyem Maddinem oraz Braćmi Quay. Publikował, bądź publikuje w takich czasopismach, jak „Cineaste”, „Kino”, „Tygodnik Powszechny”, „Przekrój”, „Dwutygodnik”, „Fandor” i „RogerEbert.com”, jest też stałym współpracownikiem Filmwebu oraz komentatorem Tygodnika kulturalnego na TVP Kultura.
W 2019 roku pełnił rolę konsultanta scenariuszowego („development angel”) w międzynarodowym programie rozwojowym dla scenarzystów LIM „Less is more”.
Autor i współautor scenariuszy filmów i seriali telewizyjnych: Pisarze. Serial na krótko (reż. Paweł Maślona), Wszystkie nasze strachy (reż. Łukasz Ronduda, Łukasz Gutt). Kierownik literacki serialu The Office PL – polskiej wersji serialu BBC The Office.
Autor podcastu Spoiler Master. Podcast do słuchania po seansie.

## Publikacje

### Książki autorskie
- Gorycz wygnania. Kino Terence’a Daviesa, Kraków 2008, ISBN 978-83-89911-77-3

### Książki redagowane
- Medycyna w filmie, Kraków 2017 (współredaktor: Maciej Ganczar).
- Kino. Obiekt uczuć czy przedmiot badań. W dialogu z myślą filmową i twórczością Rafała Marszałka (redakcja: Mariola Dopartowa, Michał Oleszczyk; Dop Art, Kraków 2012, ISBN 978-83-934382-0-4).
- Gabinet Braci Quay. Z Braćmi Quay rozmawiają Kuba Mikurda i Michał Oleszczyk, w: Trzynasty miesiąc. Kino Braci Quay, red. Kuba Mikurda i Adriana Prodeus, Kraków-Warszawa 2010, ISBN 978-83-61407-62-1.
- Kino wykolejone. Rozmowy z Guyem Maddinem, Kraków 2009, współredaktor: Kuba Mikurda, ISBN 978-83-61407-33-1.